# أحمد مجلي
أحمد مجلي (18 مايو 1971 -)، هو ممثل بحريني له العديد من الأعمال في الدراما البحرينية والخليجية وأيضا شارك في العديد من الأعمال التي تنتجها الفنانة زينب العسكري.

## أعماله
- سعدون-جسمان
- نيران-عيسى
- حزاوي الدار
- حكايات ابن الحداد- عتيق
- بنات ادم
- عذاري
- عبدالله البري وعبدالله البحري
- قرقيعان الجزء الاول
- بطران عايش يومه